# Jim Carrey
James Eugene "Jim" Carrey (n. 17 ianuarie 1962, Newmarket⁠(d), Ontario, Canada) este un comediant și actor de film canadiano-american. Primele sale roluri principale au fost în comediile: Ace Ventura: detectivu' lu' pește (1994), Tăntălăul și Gogomanul⁠(d) (1994), Masca (1994) și Ace Ventura: Un nebun în Africa (1995). Carrey a avut succes și în filmele dramatice ca: The Truman Show (1998), Omul din Lună⁠(d) (1999), Strălucirea eternă a minții neprihănite (2004) și Sonic the hedgehog (2020-2022). De-a lungul carierei a câștigat și a fost nominalizat la multe premii, care includ BAFTA, Globul de Aur, premiile MTV etc.

## Copilăria
Carrey s-a născut în Newmarket, Ontario, Canada. Acesta are trei frați mai mari John, Patricia și Rita. Este catolic și are strămoși franco canadieni. Când familia sa s-a mutat în Scarborough, Ontario, Carrey avea 14 ani, frecventa o școală catolică din North York unde stătuse timp de 2 ani. 
Se înrolează la Institutul Agincourt pentru încă un an, după care frecventează Northview, o școală secundară. Carrey a locuit în Burlington, Ontario, timp de 8 ani și frecventa liceul Aldershot.

## Viața personală
Carrey a fost căsătorit de două ori, prima dată cu actrița Melissa Womer cu care are o fiică, Jane Erin Carrey născuta pe 6 septembrie 1987 în Los Angeles. S-au căsătorit pe 28 martie 1987 și au divorțat la sfârșitul anilor 1995. Carrey a început să se întâlnească cu actrița Lauren Holly, cu care s-a și căsătorit pe 23 septembrie 1996, dar căsătoria a durat mai puțin de un an. Apoi a început să se întâlnească cu actrița Renée Zellweger, relația sfârșindu-se în decembrie 2000. În timpul anului 2004, Carrey  se întâlnea cu Tiffany O. Silver. În mai 2006, revista Playboy menționa că se vedea și cu modelul Anine Bing. În decembrie 2005, Carrey a început să se întâlnească cu actrița/modelul Jenny McCarthy. Nu și-au făcut relația publică decât în iunie 2006, spunând că nu se vor căsători, ci doar vor conviețui împreună. Este un fan al formației metal Cannibal Corpse.

## Cariera

### Comedie
În 1979, sub conducerea lui Leatrice Spevack, Carrey a început să facă comedie la Yuk Yuk în Toronto, unde a crescut. În 1980, acesta s-a mutat în Los Angeles și a început să lucreze la The Comedy Store. După nu mult timp, Carrey și-a întors atenția spre industria filmului și a televiziunii, mergând la audiere pentru un loc între membrii sezonului 1980-1981 al serialului Saturday Night Live de pe NBC. Acesta nu a fost selectat pentru serial (deși a găzduit show-ul în mai 1996). Primul său rol principal în televiziune a fost în The Duck Factory, un animator tânăr produce pe NBC The Duck Factory, din 12 aprilie 1984 până în data de 11 iulie 1984. Carrey a continuat să interpreteze în roluri tv și în scurt-metraje, ceea ce a dus la o prietenie cu comediantul Damon Wayans, care a interpretat alături de Carrey în filmul Earth Girls Are Easy din anul 1989. Când fratele lui Wayan, Keenen a început să dezvolte un show pe Fox numit Living Color, Carrey a fost angajat ca membru.

### Film
Carrey și-a făcut debutul în film cu un rol în Rubberface (1983), care a fost lansat sub numele de Introducing...Janet. Mai târziu în același an, Carrey a câștigat un rol principal în comedia Copper Mountain. Doi ani mai târziu, în 1985, Carrey și-a văzut primul său rol major în comedia neagră Once Bitten, în rolul lui Mark Kendall. După roluri în filme ca Peggy Sue Got Married (1986), Earth Girls Are Easy (1988) și The Dead Pool (1988), Carrey nu a simțit experiența adevărată până la comedia din 1994, Ace Ventura: Pet Detective, deși filmul a fost criticat la maxim iar Carrey a fost nominalizat la premiul Zmeura de Aur, categoria Worst New Star.
Oricum, filmul a avut un mare succes comercial, exact ca rolurile sale din The Mask și Dumb and Dumber. În 1995, Carrey a apărut în rolul lui Riddler în filmul Batman Forever și a recâștigat rolul pentru Ace Ventura: When Nature Calls. Ambele filme au avut un succes mare și Carrey a câștigat milioane de dolari. Acesta a mai primit 20 milioane de dolari pentru următorul său film The Cable Guy (regizat de Ben Stiller). Carrey a câștigat premiul Globul de Aur pentru Best Actor in a Drama și un premiu MTV Movie Award pentru Best Male Performance, ambele datorită rolului său din The Truman Show (1998). În anul 1999, a avut un rol în comedia Man on the Moon, în ciuda criticilor, nu a obținut o nominalizare la Academy Awards, ci un premiu Globul de Aur pentru Best Actor, fiind câștigător doi ani consecutivi. În 2000, Carrey a apărut în comedia fraților Farrelly, Me, Myself & Irene. În 2003, acesta a apărut în comedia Bruce Almighty, câștigând peste 240$ milioane de dolari în America și peste 484$ milioane în toată lumea. Performanțele sale din filmul Eternal Sunshine of the Spotless Mind din 2004, criticii au prezis din nou că Carrey va obține o nominalizare la Oscar; filmul câștigând la categoria Best Original Screenplay și Kate Winslet obținând o nominalizare la Oscar pentru performanțele ei. Carrey nu a avut nominalizare la Oscar, dar a obținut însă șase nominalizări la Globul de Aur. A mai interpretat în Lemony Snicket's A Series of Unfortunate Events (2004),  Fun with Dick and Jane (2005) și The Number 23 (2007).

## Filmografie

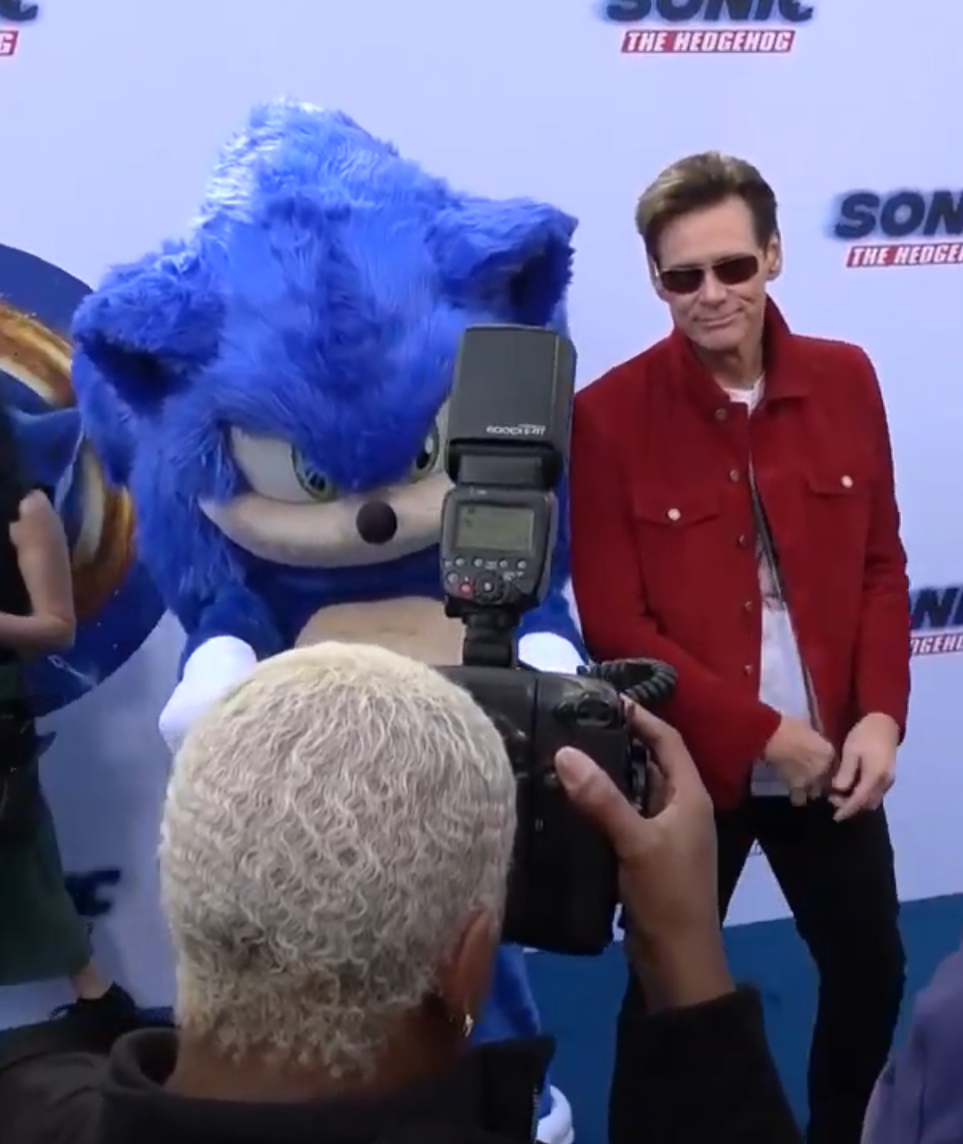
Jim Carrey la premiera filmului Sonic the Hedgehog (2020)

- Inspectorul Harry și jocul morții (1988) - Jonathan "Johnny" Squares
- Cadillacul roz (1989) - comicul ce-l imită pe Elvis Presley
- Ace Ventura: detectivu' lu' pește (1994) - Ace Ventura
- Ace Ventura: Un nebun în Africa (1995) - Ace Ventura
- Mincinosul mincinoșilor (1997) - Fletcher Reede
- Cum a furat Grinch Crăciunul (2000) - The Grinch
- Numărul 23 (2007) - Walter Paul Sparrow / Detectivul Fingerling
- Sonic the Hedgehog(2020) - Dr. Robotnik / Eggman

## Producător
- Un cuvânt poate schimba totul - Yes Man (2008)
- Distracție cu Dick și Jane - Fun with Dick and Jane (2005)
- Dumnezeu pentru o zi - Bruce Almighty (2003)
- Jim Carrey: The Un-Natural Act (1991)

## Scenarist
- Laughing Out Loud: America's Funniest Comedians (2001)
- Ace Ventura: detectivu' lu' pește - Ace Ventura: Pet Detective (1994])
- Jim Carrey: The Un-Natural Act (1991)
- In Living Color (serial TV) (1990)